# Kijimadaira
Kijimadaira (木島平村 Kijimadaira-mura?) es una villa en la prefectura de Nagano, Japón, localizada en la parte central de la isla de Honshū, en la región de Chūbu. El 1 de marzo de 2021 tenía una población estimada de 4260 habitantes y una densidad de población de 43 personas por km².

## Geografía
Kijimadaira se encuentra en la parte montañosa el noreste de la prefectura de Nagano.

## Historia
El área de la actual Kijimadaira era parte de la antigua provincia de Shinano. La villa moderna de Kijimadaira fue establecida el 1 de febrero de 1955 por la fusión de las aldeas de Hotada, Ogo y Kamijijima. Una propuesta para fusionar la villa con la vecina ciudad de Iiyama y la aldea de Nozawaonsen fue abrumadoramente rechazada por los habitantes en 2004.

## Economía
La economía de Kijimadaira se basa en la agricultura y el turismo estacional.

## Demografía
Según los datos del censo japonés, la población de Kijimadaira ha disminuido en los últimos 50 años.
| Gráfica de evolución demográfica de Kijimadaira entre 1940 y 2015 |
|                                                                   |
| Oficina de Estadísticas de Japón                                  |